# Hexapopha
Hexapopha (лат.) — род пауков из семейства пауков-оонопид (Oonopidae). Насчитывает более 40 видов. Распространены в Южной Америке и Центральной Америке.

## Описание
Пауки мелких размеров, длина около 2 мм: самцы 1,29—1,81, самки 1,29—1,92 мм. Hexapopha распознается как представитель группы Zyngoonops по сильно склеротизированным и сложным эндитам самцов. От всех остальных известных родов группы род отличается совокупным наличием шести глаз (два глаза у Coxapopha), трубкообразного эмболуса (конусообразный у Kijabe), отсутствием дорсального сужения брюшка (присутствует у Antoonops), отсутствие заметных склеротизованных изменений на стернуме и трубке педицеля (присутствует у Zyngoonops), а также отсутствие пролатерального ряда листовидных волосков на пальпальной пателле самца (присутствует у Triaeris). Карапакс яйцевидный в дорсальном виде, спереди сужен до 0,49 максимальной ширины или менее, с округлыми заднебоковыми углами, заднебоковой край без ямок, задний край не выпуклый ниже заднего ободка, переднебоковые углы с сильно склеротизованным треугольным расширением, заднебоковая поверхность без шипов, без радиальных рядов ямок; латеральный край прямой, ребристый, без зубцов. Клипеус прямой во фронтальном виде, вертикальный в боковом виде, высокий. Имеют 6 глаз, они хорошо развиты, все примерно равные.

## Распространение
Виды рода Hexapopha в настоящее время известны только из Неотропической области. Самые северные данные получены из Коста-Рики, а самые южные — из северной Аргентины. Род широко распространен в Бразилии и отмечен здесь во всех бразильских биомах. В бразильской Амазонии обитает 21 вид, в Атлантическом лесу — 11 видов, в Пантанале — два, а в Пампе — всего один. Два вида обитают в бразильском Серрадо, причем один из них также встречается в экотоне Серраду — Каатинга. Некоторые виды, такие как H. numerosa, H. platnicki и H. izquierdoi, относительно часто встречаются в коллекциях, но 21 вид из представленных здесь, все недавно описанные, известны только из их типовых местонахождений. Наибольшее видовое богатство отмечено в бассейне Амазонки — 22 вида. Симпатрия отмечена в нескольких районах, таких как экологические станции Una (штат Баия) и Novo Repartimento (штат Пара) — по пять видов; Juruti и окрестности Belém (штат Пара) — по четыре; научная станция Ferreira Penna (восточная часть Бразильской Амазонии, штат Пара) — три; и Corumbá в Бразильском Пантанале (штат Мату-Гросу-ду-Сул) — два вида.

## Классификация
Более 40 видов. Род был впервые описан в 2014 году арахнологом Норманом Платником, Berniker и Víquez, с типовым видом Xestaspis reimoseri Fage, 1938, который был обнаружен в Коста-Рике (Центральная Америка).
- Hexapopha baehrae Feitosa, Ott & Bonaldo, 2023 — Бразилия
- Hexapopha brasiliana (Bristowe, 1938) — Бразилия
- Hexapopha brescoviti Feitosa, Ott & Bonaldo, 2023 — Бразилия
- Hexapopha caboquinho Feitosa, Ott & Bonaldo, 2023 — Бразилия
- Hexapopha corniculata Feitosa, Ott & Bonaldo, 2023 — Бразилия
- Hexapopha delta Feitosa, Ott & Bonaldo, 2023 — Бразилия
- Hexapopha depleta Feitosa, Ott & Bonaldo, 2023 — Бразилия
- Hexapopha egua Feitosa, Ott & Bonaldo, 2023 — Бразилия
- Hexapopha erebai Feitosa, Ott & Bonaldo, 2023 — Бразилия
- Hexapopha excavata Feitosa, Ott & Bonaldo, 2023 — Бразилия
- Hexapopha fannesi Feitosa, Ott & Bonaldo, 2023 — Бразилия
- Hexapopha grismadoi Feitosa, Ott & Bonaldo, 2023 — Бразилия
- Hexapopha gunma Feitosa, Ott & Bonaldo, 2023 — Бразилия
- Hexapopha harveyi Feitosa, Ott & Bonaldo, 2023 — Бразилия
- Hexapopha hone Platnick, Berniker & Víquez, 2014 — Коста-Рика
- Hexapopha ilhoa Feitosa, Ott & Bonaldo, 2023 — Бразилия
- Hexapopha itabaiana Feitosa, Ott & Bonaldo, 2023 — Бразилия
- Hexapopha izquierdoi Feitosa, Ott & Bonaldo, 2023 — Бразилия
- Hexapopha jimenez Platnick, Berniker & Víquez, 2014 — Коста-Рика
- Hexapopha kropfi Feitosa, Ott & Bonaldo, 2023 — Бразилия
- Hexapopha m-scripta (Birabén, 1954) — Аргентина
- Hexapopha manauara Feitosa, Ott & Bonaldo, 2023 — Бразилия
- Hexapopha marajoara Feitosa, Ott & Bonaldo, 2023 — Бразилия
- Hexapopha numerosa Feitosa, Ott & Bonaldo, 2023 — Бразилия
- Hexapopha osa Platnick, Berniker & Víquez, 2014 — Коста-Рика
- Hexapopha pantaneira Feitosa, Ott & Bonaldo, 2023 — Бразилия
- Hexapopha peba Feitosa, Ott & Bonaldo, 2023 — Бразилия
- Hexapopha periclitata Feitosa, Ott & Bonaldo, 2023 — Бразилия
- Hexapopha pithecia Feitosa, Ott & Bonaldo, 2023 — Перу
- Hexapopha platnicki Feitosa, Ott & Bonaldo, 2023 — Бразилия
- Hexapopha quadraginta Feitosa, Ott & Bonaldo, 2023 — Бразилия
- Hexapopha ramirezi Feitosa, Ott & Bonaldo, 2023 — Бразилия
- Hexapopha reimoseri (Fage, 1938) (type) — Коста-Рика
- Hexapopha rheimsae Feitosa, Ott & Bonaldo, 2023 — Бразилия
- Hexapopha ruizi Feitosa, Ott & Bonaldo, 2023 — Бразилия
- Hexapopha santosi Feitosa, Ott & Bonaldo, 2023 — Бразилия
- Hexapopha sorkini Feitosa, Ott & Bonaldo, 2023 — Венесуэла
- Hexapopha tallitae Feitosa, Ott & Bonaldo, 2023 — Бразилия
- Hexapopha ubicki Feitosa, Ott & Bonaldo, 2023 — Бразилия
- Hexapopha una Feitosa, Ott & Bonaldo, 2023 — Бразилия
- Hexapopha wangi Feitosa, Ott & Bonaldo, 2023 — Бразилия